# Biosfeerreservaat Schorfheide-Chorin
Het Biosfeerreservaat Schorfheide-Chorin (Duits: Biosphärenreservat Schorfheide-Chorin) ligt ongeveer 65 kilometer ten noordoosten van Berlijn en heeft een oppervlakte van 1.291,61 km². Daarmee is dit het grootste aaneengesloten bosgebied van Duitsland. Het Biosfeerreservaat Schorfheide-Chorin werd op 12 september 1990 toegevoegd aan de lijst van biosfeerreservaten van UNESCO's Mens- en Biosfeerprogramma (MAB). Het gebied strekt zich uit over de districten Uckermark, Barnim, Märkisch Oderland en Oberhavel in de deelstaat Brandenburg. Het Biosfeerreservaat Schorfheide-Chorin werd ook aangewezen als Speciale Beschermingszone (SBZ) ter uitvoering van de Vogelrichtlijn (Natura 2000). Bovendien werd de kernzone van het reservaat, het Grumsiner Forst, op 25 juni 2011 toegevoegd aan de werelderfgoedinschrijving «Voorhistorische beukenbossen van de Karpaten en de eeuwenoude beukenbossen van Duitsland». Het Grumsiner Forst heeft een oppervlakte van 8,644 km².

## Fauna
In de oude loofbossen kan men vogelsoorten aantreffen als middelste bonte specht (Dendrocopos medius), zwarte specht (Dryocopus martius) en kleine vliegenvanger (Ficedula parva). In elzenbronbossen bevinden zich de hoogste dichtheden aan kraanvogels (Grus grus) en witgatjes (Tringa ochropus) in Duitsland. Overige opvallende soorten zijn de zwarte ooievaar (Ciconia nigra), zeearend (Haliaeetus albicilla), visarend (Pandion haliaetus) en de zeldzame schreeuwarend (Clanga pomarina). Omdat de schreeuwarend in aantal achteruit gaat is er een LIFE+ Project van de Europese Unie opgezet om de soort te beschermen, wat ook op het Biosfeerreservaat Schorfheide-Chorin van toepassing is. Zoogdieren in het gebied zijn onder andere de otter (Lutra lutra) en de bever (Castor fiber) en kunnen in het hele reservaat gevonden worden. De eland (Alces alces) en wolf (Canis lupus) duiken in toenemende mate op in het gebied.

## Trivia
- In de 20e eeuw was de Schorfheide populair als jachtgebied bij keizer Wilhelm II van Duitsland, Hermann Göring, Walter Ulbricht, Erich Honecker en Erich Mielke.[8]

## Afbeeldingen

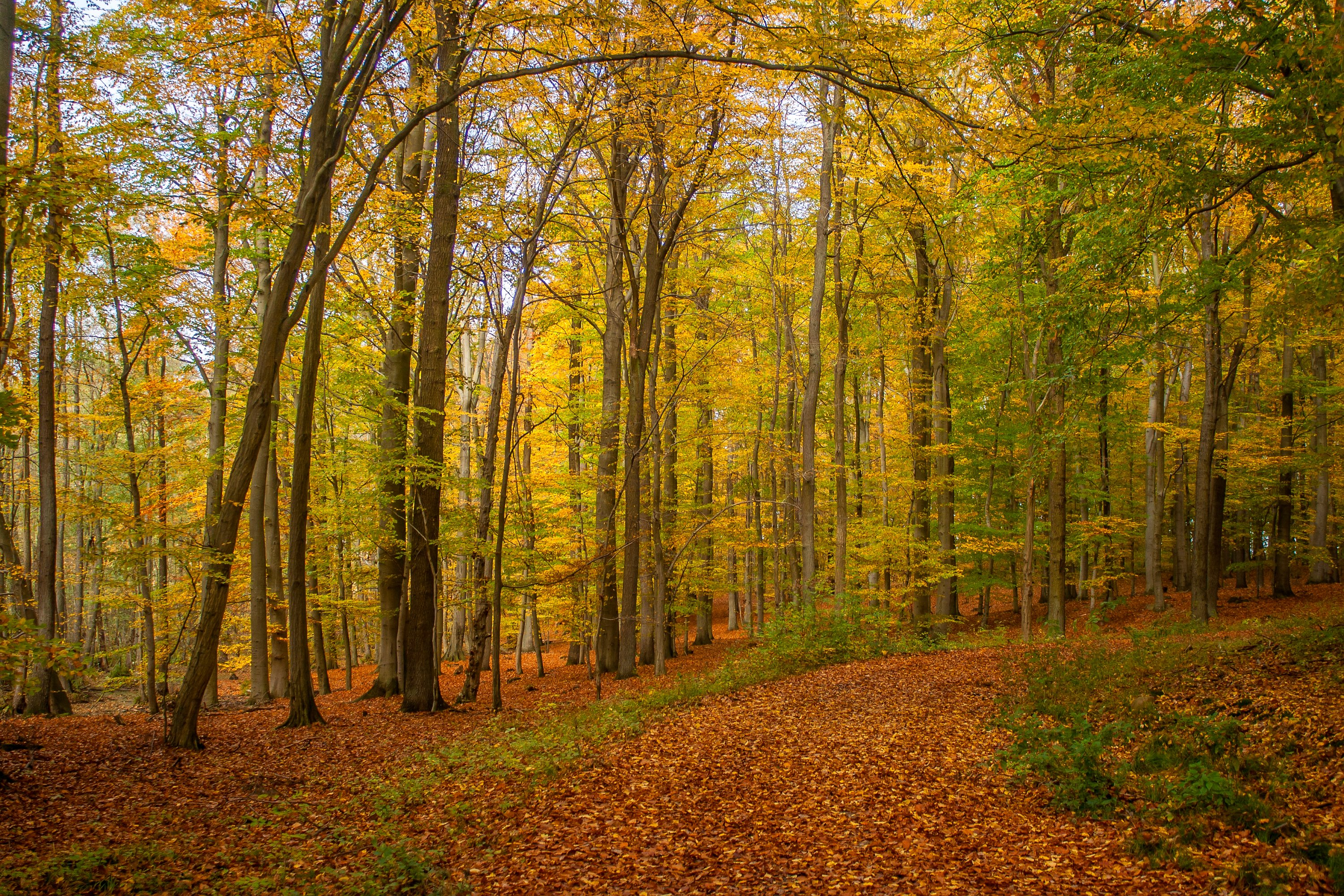
Beukenbos in het Grumsiner Forst.
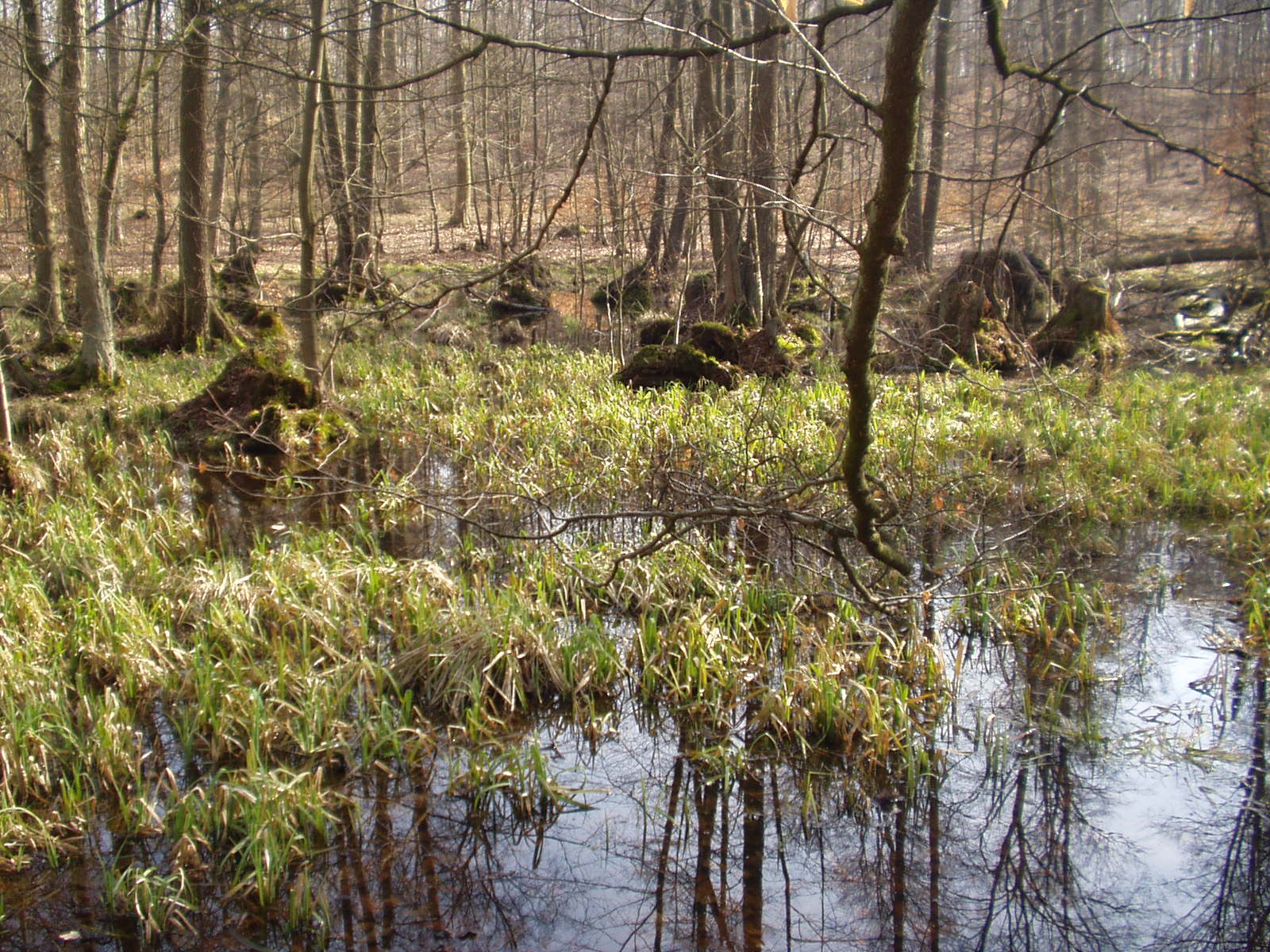
Natte depressie in het bosgebied.
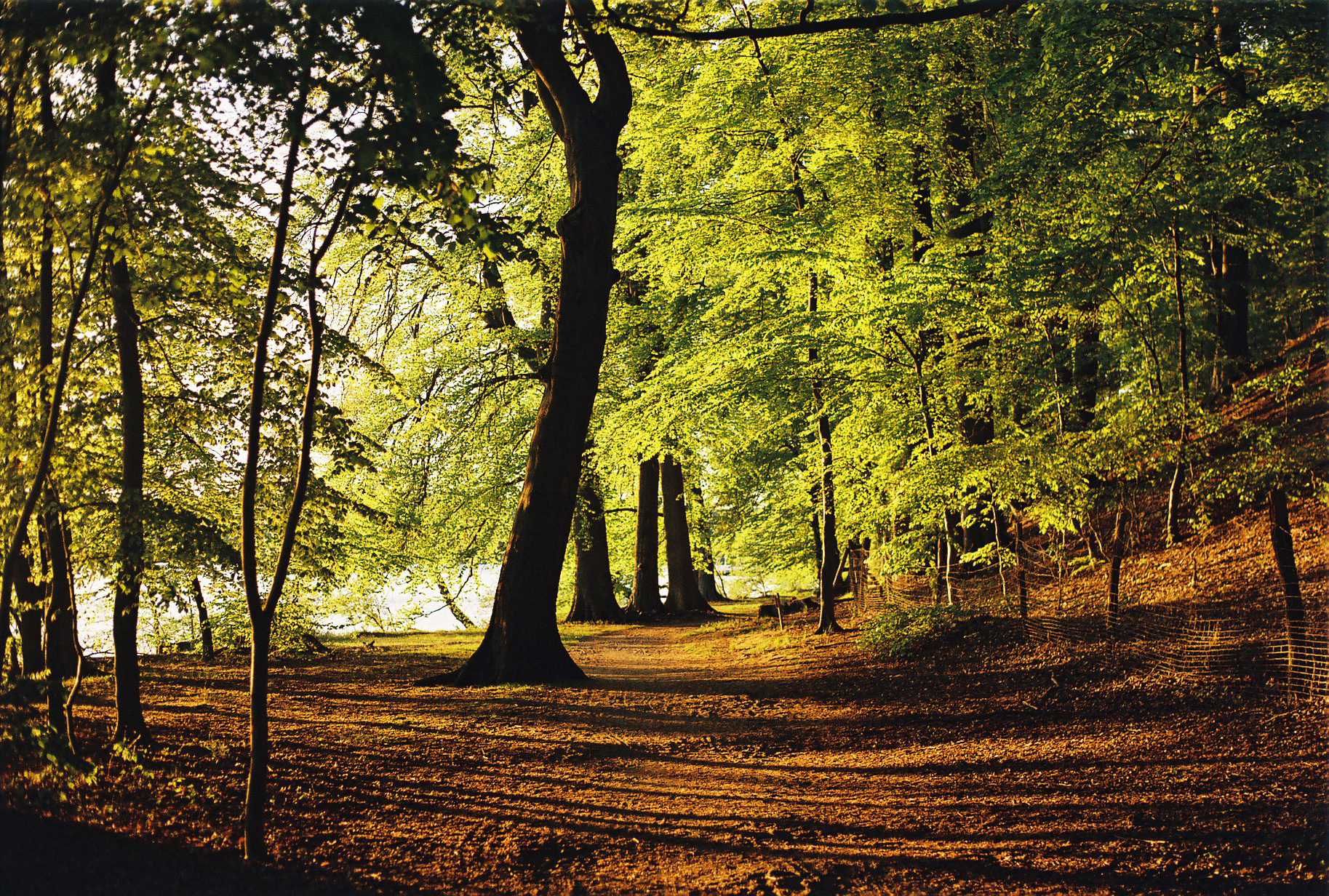
Beukenbos aan de rand van de Werbellinsee.
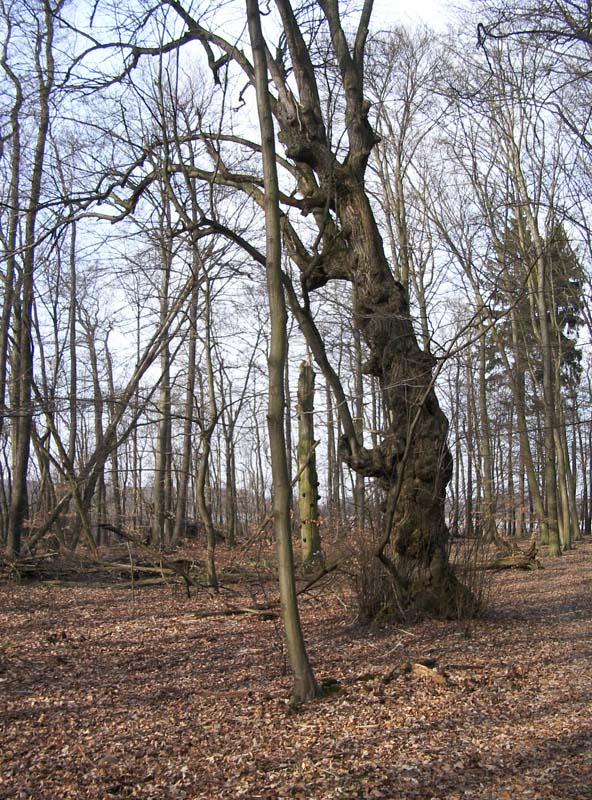
Een oude linde in het reservaat.
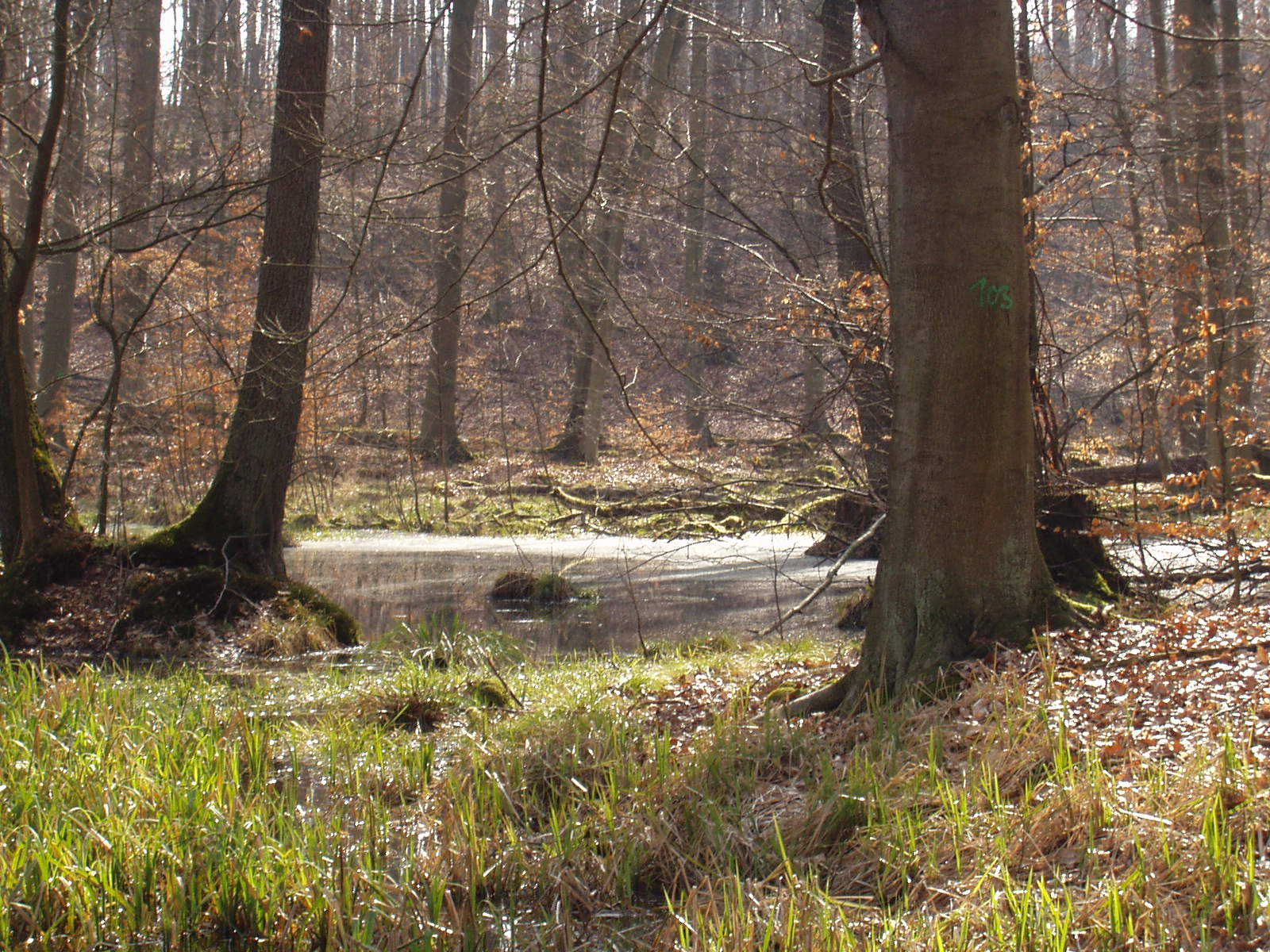
Natte depressie in het Pflagefenn.